# LOJZO
LOJZO ist eine slowakische Volksmusikgruppe, die Anfang der 1980er Jahre als eine Laiengruppe entstand. Der Name LOJZO ist die Abkürzung von slowakisch Ľudový orchester jednoduchej zábavy obyvateľstva („Volksorchester des einfachen Vergnügens der Bevölkerung“). In den Liedern geht es vor allem um Satire und Rezession. Zu den bekanntesten Liedern gehören Že mi je ľúto in der Zusammenarbeit mit der Musikgruppe Elán, ferner Zita obezita, Anča si drahá ako volvo und Toreádor Karol.
Während der Existenz hat die Musikgruppe fast 300 000 Platten verkauft, in der Umfrage Slávik belegte sie einmal den vierten und einmal den sechsten Platz.
Der Begründer und der Chef der Gruppe war Marián Kochanský (* 4. Juni 1955 in Partizánske; † 28. April 2006 in Bratislava).